# Kapustyanka
Kapustyanka  (ucraniano: Капустянка) es una localidad del Raión de Podilsk en el Óblast de Odesa de Ucrania. Según el censo de 2001, tiene una población de 468 habitantes.